# Kwanza
För andra betydelser, se Kwanza (olika betydelser).
Nya Kwanza (Kz Kwanza) är den valuta som används i Angola i Afrika. Valutakoden är AOA. 1 Kwanza = 100 centimos (tidigare lwei).
Valutan infördes 1977 och ersatte den angolanska escudon. Sedan dess har Kwanzan revaluerats 4 gånger och den nuvarande Kwanza infördes 1999 och ersatte den förra varianten Kwanza Reajustado. Vid det senaste bytet var omvandlingen 1 AOA = 1.000.000 Kwanza Reajustado 

## Användning
Valutan ges ut av Banco Nacional de Angola - BNA som grundades 1926, ombildades 1999 och har huvudkontoret i Luanda.

## Valörer
- mynt: 1, 2 och 5 Kwanzas
- underenhet: 10 och 50 centimos (används sällan)
- sedlar: 1, 5, 10, 50, 100, 200, 500 och 1000 AOA